# La Bibliothèque des instruments de musique
 (août 2023).
Si vous disposez d'ouvrages ou d'articles de référence ou si vous connaissez des sites web de qualité traitant du thème abordé ici, merci de compléter l'article en donnant les références utiles à sa vérifiabilité et en les liant à la section « Notes et références ».
La Bibliothèque des instruments de musique est un roman de l'écrivain coréen Kim Jung-hyuk publié 2008 en Corée.

## Résumé
Kim Jung-hyuk, l’auteur du présent recueil est un artiste aux talents variés – écrivain, photographe, illustrateur, disc-jockey, journaliste – qui porte un regard critique et amusé sur la société coréenne. Il dénonce avec humour toutes les normes, conventions et autres cadres supposés régir la vie des hommes. Dans cette société coréenne où les traces de confucianisme sont encore nombreuses et présentes dans la vie quotidienne, le poids des institutions, à commencer par la famille joue un rôle prépondérant dans l'éducation des enfants, dans le système scolaire, dans les formes de management au bureau ou à l'usine.
Dans une société encore très hiérarchisée, il n'est pas toujours bon ni aisé de se frayer un chemin qui ne ressemble pas à celui des autres. Les nouvelles présentées ici sont un appel au droit à la différence, à la diversité, un appel à trouver ses propres formes d'intervention. 
Au nom de « Ce qui ne tue pas rend plus fort », ces quatre micro-fictions dévoilent au grand jour des personnages le plus souvent marginaux, décalés, dans un style au rythme effréné, à l'image de la société coréenne où tout va si vite, tout doit aller très vite. Dans sa recherche d'un style direct, l'auteur s'intéresse plus à la mise en perspective des situations dans lesquelles ses personnages se meuvent, plutôt que par leur vie même.
L’auteur place au centre de la narration le processus dans lequel les protagonistes suivent – voire subissent – le cours de la vie au gré des événements, des objets qui les entourent. Les situations sans issue deviennent des tremplins vers de nouvelles vies. Et bien qu’il mène la vie dure à ses personnages en les confrontant, ce processus global face auquel ces derniers semblent impuissants, c’est, en fin de compte, pour mieux les laisser reprendre le contrôle de leur destin. 
L’auteur nous transporte dans une réalité impitoyable, reflet des travers de la société contemporaine coréenne, notamment la nécessité de rentrer dans la norme. Il met en scène des personnages victimes d’aléas indépendants de leur volonté – accidenté de la route, séquestré par un maniaque, atteint d’une maladie inconnue, chanteur refoulé – ; et ce qui de prime abord pourrait marquer le début d’une lente déchéance, ne constitue non plus un obstacle mais une étape dans l’affirmation de leur originalité.
Avec pour toile de fond des environnements où les rapports humains désintéressés se font rares, l’auteur rappelle un fondamental de la vie : l’épanouissement personnel, tout individu a le droit d’exister pour ce qu’il est.
Au milieu de cette vaste illusion d’une société aliénante où triomphent effacement de soi – interprété à tort ou à raison comme de l’hyper-individualisme – et comportements de masse, l’auteur ouvre à ses personnages la voie de l’accomplissement personnel, faisant ainsi un joli pied de nez aux dictats établis par cette société. 
Sous des apparences d’histoires anecdotiques traitées avec une pointe d’humour et de dérision, ces quatre nouvelles pourraient tenir lieu de fables débordant d’optimisme pour la jeunesse coréenne en mal de vivre dans une société ayant pour mot d’ordre productivité et rentabilité. 
Kim Jung-hyuk offre au lecteur un regard réflexif sur la Corée d’aujourd’hui tout en l’invitant à méditer sur la société et, de manière plus générale, sur la vie. 